# Perdita bispinata
Perdita bispinata är en biart som beskrevs av Timberlake 1956. Perdita bispinata ingår i släktet Perdita och familjen grävbin. Inga underarter finns listade i Catalogue of Life.